# Conan I. Bretaňský
Conan I. Bretaňský (bretonsky Konan Dort, francouzsky Conan le Tort, 27. července 992) byl hrabě z Nantes a Rennes a vévoda bretaňský.
Poprvé je písemně doložen v srpnu 979 na dvoře Odona z Blois. Roku 981 se utkal o vládu nad Bretaní s Hoelem v bitvě u Conquereuil, kde Hoel padl. Po Hoelovi převzal vládu jeho bratr Guérech, kterého Conan nechal podle soudobé kroniky v roce 988 otrávit a po smrti jeho syna Alana roku 990 konečně získal vytoužený titul vévody bretaňského. Zemřel na bitevní pláni v červenci 992, kdy se mu stal osudným spor se švagrem Fulkem z Anjou.
Byl pohřben v klášteře Mont-Saint-Michel, jehož byl donátorem. Vévodou se po jeho smrti stal syn Geoffroy.